# Ellenborough River
Der Ellenborough River ist ein Fluss im Nordosten des australischen Bundesstaates New South Wales.
Er entspringt im Bulga State Forest nördlich des Tapin-Tops-Nationalparks. Von dort fließt er nach Osten zu den Ellenborough Falls und dann nach Nordosten durch unbesiedeltes Gebiet östlich des Biriwal-Bulga-Nationalparks. Bei Ellenborough mündet er in den Hastings River.